# على قد ما حبينا
على قد ما حبينا أغنية المغني المصري على الحجار، من الحان بليغ حمدي وكلمات الشاعر الغنائي عبد الرحيم منصور صدرت في أول أكتوبر عام 1977. الأغنية كانت أولى أغاني على الحجار وتضمنها ألبومه الأول والذي يحمل نفس عنوان الأغنية.

## خلفية الأغنية
شاهد الموسيقار بليغ حمدي الحجار يغني في إحدى حلقات برنامج الموسيقى العربية الذي كانت تقدمه الدكتورة رتيبة الحفني فأعجب بصوته وطلب من الدكتورة رتيبة الحفني أن ترسل الشاب لمقابلته. قام الموسيقار بليغ حمدي بتدريب على الحجار على مدار سنتين وأختار له أغنية (على قد ما حبينا) كلمات الشاعر عبد الرحيم منصور ولحنها وقدم علي الحجار للجمهور في حفل رأس السنة الذي أقيم عام 1977. كانت الأغنية هي نقطة انطلاقه وشهادة ميلاده مع الجمهور.
تضمن ألبوم الحجار الأول "على قد ما حبينا" أغنيات: على قد ماحبينا وطاب العنب وعلى سفر، وصدر الألبوم في الأول من شهر أكتوبر عام 1977.
حصل الحجار على جائزة السلطان الراحل قابوس للثقافة والفنون والآداب في مجال الطرب العربي كأول فنان مصري ينالها، وتسلم الجائزة على المسرح الكبير بدار الأوبرا، بحضور الدكتور مجدب صابر، رئيس دار الأوبرا المصرية.

## علي الحجار
الحجار من مواليد الجيزة عام 1954، نشأ وسط عائلة فنية وتتلمذ موسيقيًا على أيدي والده الفنان الراحل (إبراهيم الحجار)، التحق بكلية الفنون الجميلة بهدف صقل موهبته الفنية في الرسم بجانب موهبته الأساسية في الغناء، شارك العديد من المطربين العرب والأجانب في أغاني وحفلات مشتركة مثل مغني الأوبرا الإسبانى (بلاسيدو دومينجو)، قام بالتمثيل في كثير من الأعمال الفنية ومنها مسلسل (ألف ليلة وليلة، الباقي من الزمن ساعة، ياسين وبهية)، ومسرحيات (منين أجيب ناس، الفرسان الثلاثة).

## الحجار وبليغ حمدي
كانت فترة السبعينات هي فترة  نشاط كبير للملحن بليغ حمدي، حيث اكتشف عدد من المواهب الجديدة وكان أولها "عفاف راضي"، والاكتشاف الثاني كان علي الحجار. أستدعى الملحن بليغ حمدي المغني الشاب الذي غنى بخجل في حضرة الملحن الكبير عدد من أغاني التراث بالإضافة لأغنية من تلحين والده "إبراهيم الحجار".
كانت حماسة بليغ حمدي للموهبة الجديدة كبيرة، حيث قرر أن ينتج له بعض الأغاني وكون بالفعل مع زوجته وقتها المغنية "وردة الجزائرية" والمنتج "موريس إسكندر" شركة إنتاج فني سماها "صوت الحياة" وانتج للحجار البومه الأول "على قد ماحبينا". كان علي الحجار يحتاج إلى صورة على غلاف الألبوم الأول، حول ذلك قال الحجار انه استعار قميص من أحد الأصدقاء وفي أستوديو تصوير في حي إمبابة تم التقاط صورة له سلمها لمنتج الألبوم. لمعت أغنية "على قد ما حبينا" وغناها في حفلات كثيرة وقتها.

## إعادة اصدار الأغنية
اعادة الحجار توزيع "على قد ما حبينا"، حيث قال الحجار أنه سيستمر في إعادة تسجيل أغانيه القديمة رغبة منه في إعادة غناء أعماله القديمة بأسلوب يتناسب مع العصر الحالي، محاولاً الجمع بين الأصالة والمعاصرة. ويلفت إلى أن الموزع الموسيقي أشرف محروس الذي أعاد توزيع "على قد ما حبينا" نفذها جيداً، محافظاً على روح الأغنية، كما أن هناك الكثير من أصدقائه والصحافيين والنقاد أثنوا على التجربة، وسيعيد أيضاً غناء بعض مقدمات المسلسلات، نافياً أن يكون ذلك استغلالاً لنجاح هذه الأغاني، بل من منطلق أنه يعشقها ويريد توصيلها إلى الناس مرة أخرى.

## الأغنية بصوت الثنائي الحجار ومنير
تصادف أن يكون عام مولد الحجار هو نفس مولد المغني المصري محمد منير، وتغير شكل الأغنية المصرية في سبعينات القرن العشرين بظهور الحجار ومنير. تصادف تشابه دراسة الأثنين، حيث درس الحجار في كلية الفنون الجميلة، ودرس منير في كلية الفنون التطبيقية. أشترك الاثنان وفي نفس العام الخدمة العسكرية في سلاح الشئون المعنوية، وطاف الاثنان يغنيان للمجندين. في عام 2014 قام الثنائي علي الحجار ومحمد منير بغناء "على قد ما حبينا" في حفل تجديد قناة التحرير.

## كلمات الأغنية
على قد ما حبينا وتعبنا في ليالينا
الفرحة في مشوارنا تانى هتنادينا
طول ما القلب صافى بحر العشق وافي
وكل عذاب الدنيا هيروق بكرة لينا
بس امتى ليالينا عالحلم ترسينا
بين ايوة ولا .. الحب بنلقاه
ما احلى الحياة بأصحابنا واهالينا
وعذاب لما ما نكون وحدينا
لو نروق هيجينا كل ما اتمنينا

على قد ما حبينا وتعبنا في ليالينا
الفرحة في مشوارنا تانى هتنادينا
لو ممكن تطيب احزان الحبيب

بس امتى امانينا تيجى وتدفينا
ليه مانكونشي زكرى في الليله الجميله
ليه مانكونشي غنوة في الرحلة الطويل
ماحنا ياما شقينا من يوم ما اتنسينا
لو نروق هيجينا كل ما اتمنينا

## وصلات خارجية
- على قد ما حبينا (أغنية علي الحجار)
- على قد ما حبينا (أغنية علي الحجار)
- على قد ما حبينا (أغنية علي الحجار)
- على قد ما حبينا (أغنية علي الحجار)